# Mitra (mitologia)
Mitra (awest. Miθrō ميترا – „pakt”, „przymierze”, sankr. Mitráḥ) – bóstwo solarne w mitologii indoirańskiej, którego kult narodził się w II tysiącleciu p.n.e. Atrybuty i przymioty Mitry zostały opisane w Aweście, która tytułuje go Panem Zobowiązań i opisuje jako ducha umów, personifikując w jego osobie Lojalność. Jako władca ładu, Mitra panował nad zmianami kosmicznymi, strzegł porządku społecznego, chronił majestat królewski i występował jako sędzia w zaświatach. Szczególnymi względami Mitra był obdarzany przez wyznawców w okresie równonocy jesiennej, a miesiącem, poświęconym bóstwu, był październik – mehr. Mitra był przedstawiany jako wojownik w pełnym uzbrojeniu na zaprzęgniętym w białe konie rydwanie. Według mitologii indyjskiej Mitra należy do Aditjów i wraz z Waruną – o czym wspominają hymny Rygwedy – sprawował pieczę nad rytą, porządkiem społecznym, umowami i przyjaźnią. Od początku naszej ery kult Mitry rozpowszechnił się w cesarstwie rzymskim, gdzie przedstawiano go jako zabójcę byka.

## Etymologia
Zarówno wedyjskie Mitra jak i awestyńskie Mithra wywodzą się ze słowa mitra, oznaczającego przysięgę, pakt, ugodę, przyjaźń. W sanskrycie oraz współczesnych językach indoaryjskich – przyjaciel.

## Mithra w Persji
W mitologii perskiej Mithra był bogiem słońca i światłości, opiekunem przysiąg i układów, patronem wojowników i władców, bogiem-słońcem zrodzonym ze skały. Przypisuje się Mithrze wiele niezwykłych czynów (m.in. ujarzmienie prabyka). Kult Mithry umocnił się w Persji, gdy religią państwową był zaratusztrianizm, według którego Mithra jest jednym z jazatów. W mitraizmie, będącym kombinacją zaratusztrianizmu i kultów hellenistycznych, Mithra został zrównany z Ahura-Mazdą, stając się głównym przedmiotem kultu.

## Mitra w Indiach
Początkowo Mitra wraz z Waruną i Arjamanem stanowił trójcę bóstw nieba.
Indyjski Mitra jest przedstawiony w Wedach jako ten, który zaprowadzał zgodę między ludźmi. Czuwa nad przestrzeganiem umów. Wiąże się go także ze Słońcem. Uosabia łagodny, opiekuńczy aspekt władzy królewskiej. Wraz z Waruną odzwierciedla stałość i niewzruszoność zasad rządzących wszechświatem. Jest tym, który przywraca ład.

## Mitra w Grecji i Rzymie

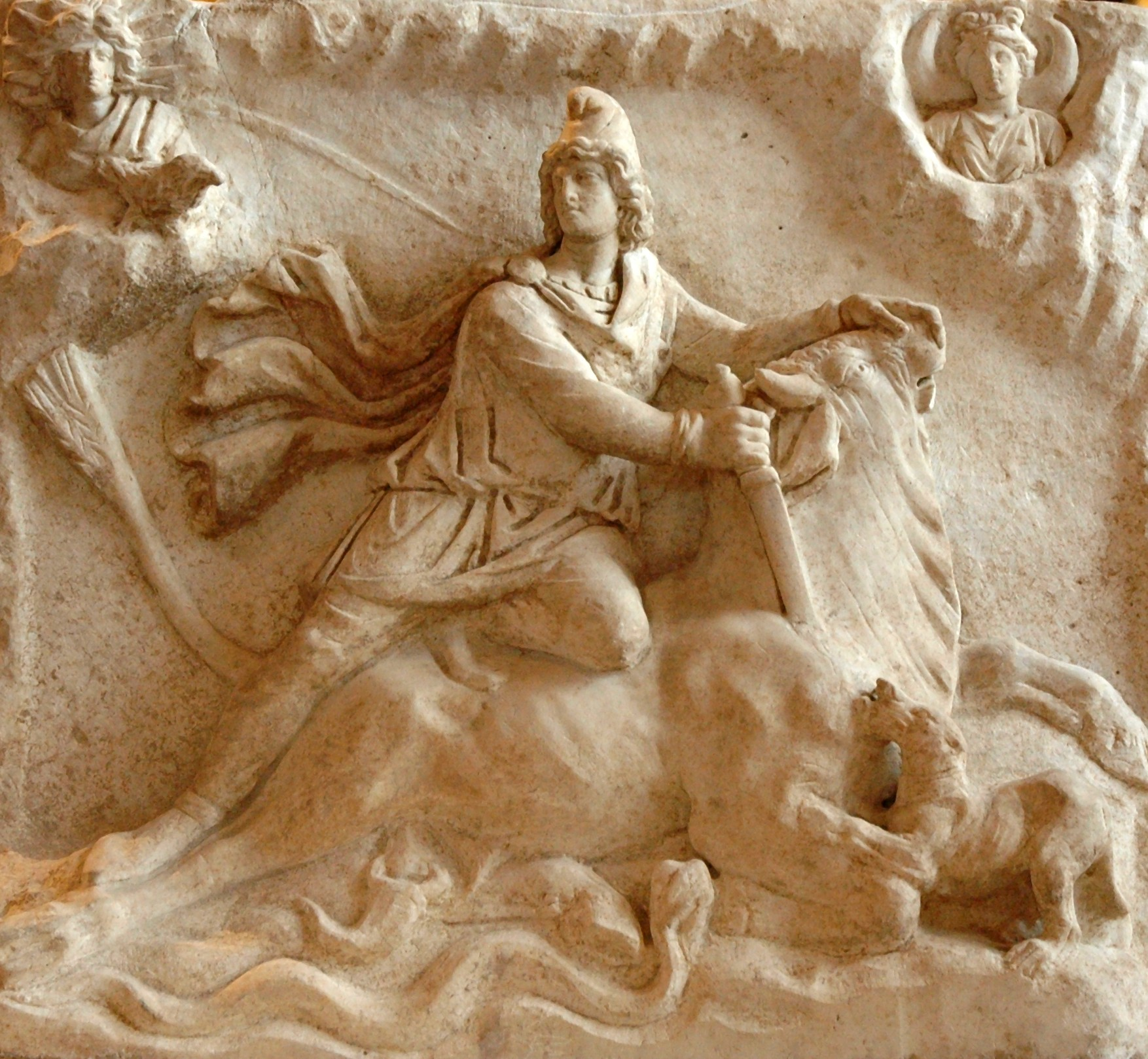
Mitra zabijający byka w akcie tauroktonii, której towarzyszą bóstwa Sol i Luna (powyżej) oraz symboliczne stworzenia (kruk, pies, wąż i skorpion). Rzymski relief z II-III w. (Muzeum Luwru)

W okresie hellenistycznym kult boga pojawił się w Grecji, gdzie nabrał cech ezoterycznych. Mitrę identyfikowano tam z Apollem lub Heliosem.
W I wieku mitraizm zaczął szerzyć się w rzymskim imperium, gdzie jako miejsca kultu powstawały liczne mitrea. Ślad jednego z nich można odnaleźć nawet w podziemiach obecnej bazyliki św. Klemensa (San Clemente). W III i IV wieku mitraizm został włączony do państwowego kanonu religijnego w Rzymie. Mitrę przedstawiano jako młodzieńca w tunice i czapce frygijskiej na głowie, najczęściej dokonującego tauroktonii w akcie rytualnego zabicia byka.